# تور جهانی دنجروس
تور جهانی خطرناک (به انگلیسی: Dangerous World Tour) دومین تور بزرگ جهانی مایکل جکسون خوانندهٔ مشهور آمریکایی به عنوان یک تک‌خوان بود. این تور توسط شرکت نوشابه سازی پپسی پشتیبانی می‌شد.
این تور در اصل شامل بیش از ۱۰۰ اجرا بود اما بعد از اجرای شصت و نهمین کنسرت، به خاطر وضعیت روحی و جسمی بد مایکل که به دلیل اتهامات کودک‌آزاری سال ۱۹۹۳ دچار آن شده بود لغو شد. اجرای این تور ۱۵ ماه به طول انجامید و سه و نیم میلیون نفر تماشاچی در آن شرکت کردند. تمام درآمد این تور به خیریه بخشیده شد. آماده‌کردن صحنهٔ هر کنسرت ۳ روز زمان لازم داشت و به اندازهٔ ۲۰ کامیون، لوازم آماده‌سازی این کنسرت توسط هواپیماها به کشورهای مختلف فرستاده می‌شد.
مایکل جکسون در سال ۱۹۹۲ و پیش از آغاز تور جهانی خطرناک هدف خود از اجرای این تور را چنین بیان کرد:
تنها هدف من برای برگزاری این تور، تأمین پول برای بنیاد خیریه و ملاقات با کودکان بیمار است. من قادر خواهم بود پیام عشق را در جهان گسترش دهم، شاید که دیگر انسان‌ها تحت تأثیر قرار بگیرند و سهم خود را برای شفای دنیا ادا کنند.

## لیست آهنگ‌های اجرا شده
قسمت اول و دوم (۱۹۹۲):
1. مقدمه
2. جم
3. می‌خوای چیزی رو شروع کنی
4. طبیعت بشر
5. مجرم زیرک
6. نمی‌تونم دوستت نداشته باشم
7. او در زندگی‌ام نیست

- ۸. مختلط از دوران جکسون ۵
  - می‌خواهم تو برگردی
  - عشقی که تو حافظ آن هستی
  - آن جا خواهم بود

1. تریلر
2. بیلی جین
3. قسمت «پلنگ سیاه» از موزیک ویدیوی سیاه یا سفید
4. کار در شب و روز
5. بزن به چاک
6. یک نفر تو را رنجاند (Someone Put Your Hand Out) (قسمت آغازین آهنگ)
7. آیا آنجا خواهی بود
8. حسی که تو به من میدی
9. بد
10. سیاه یا سفید
11. ما دنیاییم (قسمت ابتدایی آهنگ)
12. دنیا را التیام بده
13. پشت درهای بسته (فقط در شهر تولوز)
14. مرد درون آینه
15. قسمت پایانی (پرواز مایکل جکسون)

قسمت سوم (۱۹۹۳):
1. مقدمه
2. جم
3. می‌خوای چیزی رو شروع کنی
4. طبیعت بشر
5. مجرم زیرک
6. نمی‌تونم دوستت نداشته باشم
7. او در زندگی‌ام نیست

- ۸. مختلط از دوران جکسون ۵
  - می‌خواهم تو برگردی
  - عشقی که تو حافظ آن هستی
  - آن جا خواهم بود

1. تریلر
2. بیلی جین
3. قسمت «پلنگ سیاه» از موزیک ویدیوی سیاه یا سفید
4. یک نفر تو را رنجاند (Someone Put Your Hand Out) (قسمت آغازین آهنگ)
5. آیا آنجا خواهی بود
6. خطرناک
7. سیاه یا سفید
8. ما دنیاییم (قسمت ابتدایی آهنگ)
9. دنیا را التیام بده
10. مرد درون آینه
11. قسمت پایانی (پرواز مایکل جکسون)